# Halámky
Halámky (německy Witschkoberg) jsou obec v okrese Jindřichův Hradec v Jihočeském kraji. Leží v oblasti Západního Vitorazska. Žije v nich 154 obyvatel. 

## Charakteristika obce
Obec leží na východním břehu řeky Lužnice, při silnici z Třeboně do Schremsu. Je zde silniční hraniční přechod Halámky – Gmünd – Nagelberg mezi Českem a Rakouskem.

## Historie
Jedná se o mladší obec, založenou dřevaři a uhlíři okolo roku 1730. První písemná zmínka o obci pochází z roku 1770. Mimo práce v okolních lesích, které vlastnil maďarský hrabě Pálffy, se lidé živili výrobou košíků a opálek. Problémem bývalo cestování. Na druhé straně řeky, ve vzdálenosti 1,5 kilometru byla od roku 1870 železniční zastávka Německé, ale překonat 400 metrů bažin a ramen řeky býval problém, protože most přes řeku byl postaven mnohem později.
Celé katastrální území původně dolnorakouské obce bylo k někdejšímu Československu připojeno až 31. července 1920 jako součást tzv. Západního Vitorazska, a následně v rámci Čech začleněn do soudního okresu Třeboň stejnojmenného politického okresu. V letech 1938 až 1945 byla obec v důsledku uzavření Mnichovské dohody přičleněna k nacistickému Německu.
V roce 1951 zde byl zastřelen příslušník jednotek Pohraniční stráže Adam Ruso; v lese u hraničního přechodu má pomník.

## Obyvatelstvo
| Rok            | 1869 | 1880 | 1890 | 1900 | 1910 | 1921 | 1930 | 1950 | 1961 | 1970 | 1980 | 1991 | 2001 | 2011 | 2021 |
| -------------- | ---- | ---- | ---- | ---- | ---- | ---- | ---- | ---- | ---- | ---- | ---- | ---- | ---- | ---- | ---- |
| Počet obyvatel | 373  | 417  | 449  | 499  | 505  | 469  | 386  | 286  | 307  | 271  | 252  | 202  | 168  | 170  | 167  |
| Počet domů     | 42   | 49   | 49   | 54   | 59   | 59   | 60   | 64   | 63   | 69   | 70   | 79   | 89   | 93   | 95   |

## Obecní správa
Mezi lety 1850–1979 byly Halámky obcí v okrese Waidhofen an der Thaya (1850–1899), posléze v okrese Gmünd (1899–1920), poté v okrese Třeboň (1920–1950) a později v okrese Jindřichův Hradec. Od 1. ledna 1980 do 30. června 1985 patřily jako část obce k Rapšachu. Od 1. července 1985 do 23. listopadu 1990 patřily jako část města k Suchdolu nad Lužnicí a od 24. listopadu 1990 jsou opět samostatnou obcí.

### Obecní symboly
Znak a vlajka byly obci uděleny rozhodnutím předsedy Poslanecké sněmovny Parlamentu České republiky dne 15. června 2015.

## Galerie

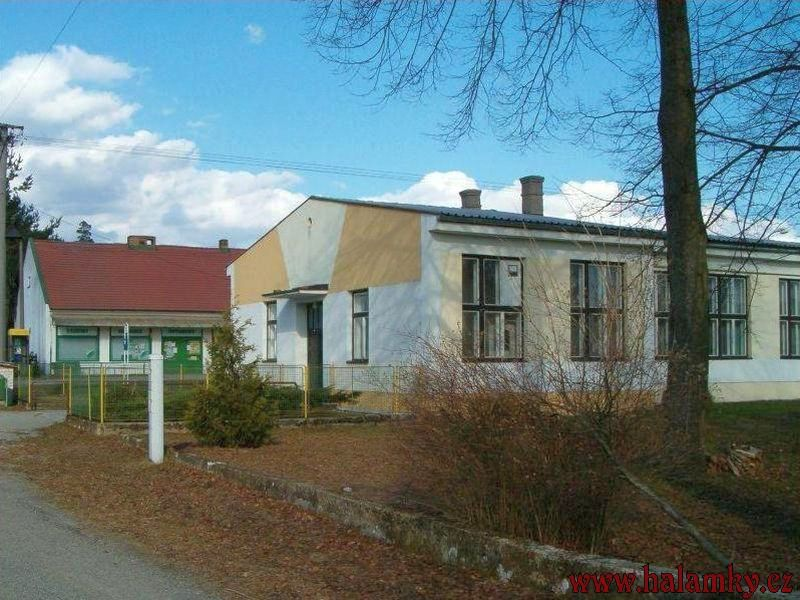
Kulturní dům
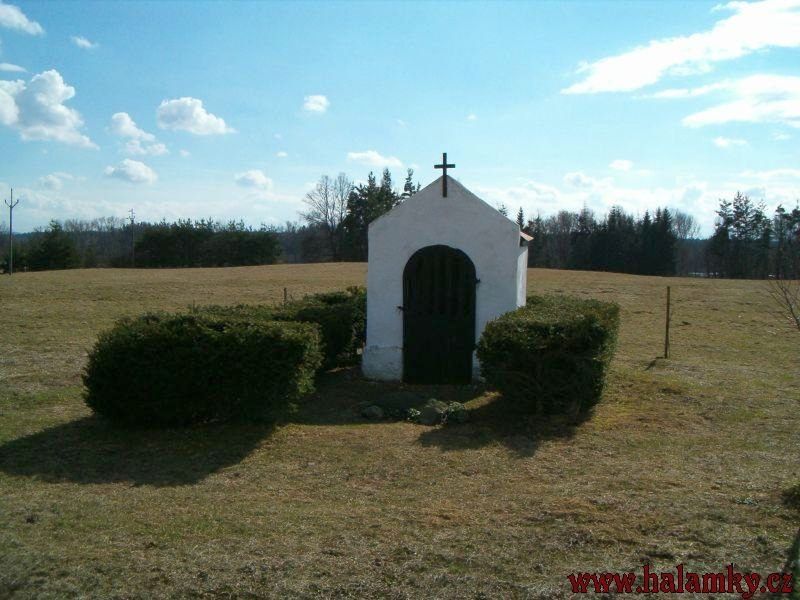
Kaplička
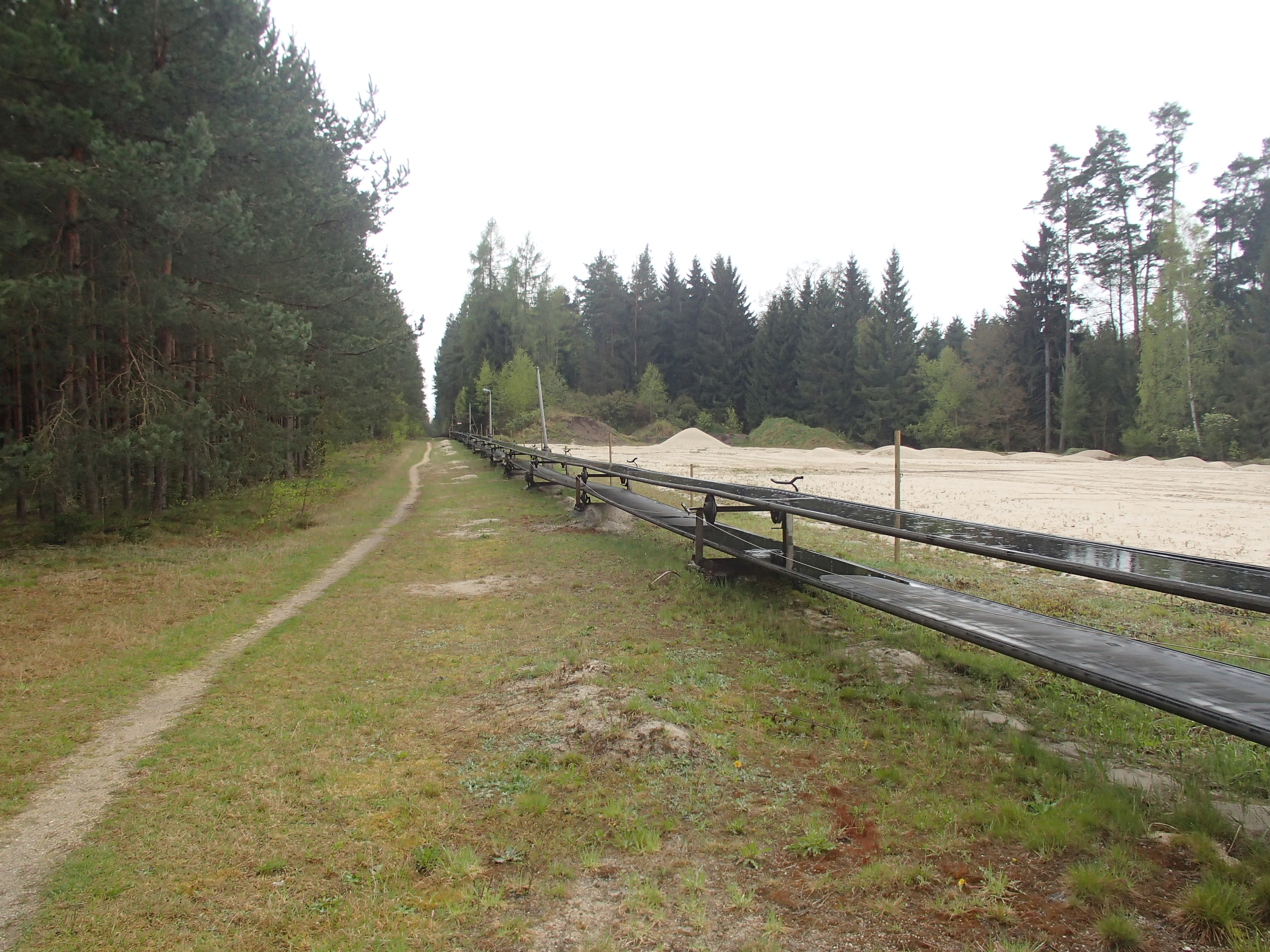
Pásový dopravník z pískovny na vlakové nádraží v Nové Vsi nad Lužnicí